# Финансовый контроль на автотранспортных предприятиях
Финансовый контроль на автотранспортных предприятиях — совокупность действий и операций по проверке финансовых и связанных с ними вопросов деятельности субъектов хозяйствования в области автомобильного транспорта. Формы и методы финансового контроля, общие для организаций любой сферы деятельности, освещены в статье Методы финансового контроля. Настоящая статья посвящена особенностям контроля в автотранспортных организациях (подразделениях) и специфическим методам, характерным для документальных ревизий и проверок таких организаций.

## Особенности автотранспортных предприятий
С точки зрения организации финансового контроля, автотранспортные предприятия имеют ряд особенностей:
- Автомобиль — особый вид основного средства, отличающийся высокой степенью ликвидности, следовательно вероятность злоупотреблений, связанных с учётом автотранспорта, велика.
- Автомобиль — сложный технический агрегат, состоящий из большого количества узлов и деталей, каждая из которых также высоколиквидна; следовательно высока роль контроля за обеспечением комплектности автомобилей и за доброкачественностью данных о произведённых ремонтах.
- Автомобили, в отличие от большинства видов основных средств, эксплуатируются за пределами территории предприятия, следовательно водителей трудно подвергнуть текущему контролю.
- Автомобили более, чем другие основные средства, подвержены внезапному и непредсказуемому выходу из строя, поскольку могут пострадать в дорожно-транспортном происшествии, наносящем ущерб собственнику.
- Нормативы расхода автомобильного топлива носят усреднённый характер и часто не соответствуют реальным условиям эксплуатации.
- В связи с высоким коэффициентом теплового расширения горюче-смазочных материалов, при их инвентаризации следует делать поправку на изменение температуры окружающей среды.

## Особенности проведения документальной ревизии на автотранспортном предприятии
Помимо основных контрольных процедур, освещённых в статье документальная ревизия, при ревизии автотранспортного предприятия ревизор должен проверить:
- Фактическое наличие автомашин.
- Наличие технических паспортов на каждую автомашину (во избежание представления ранее списанных автомашин вместо числящихся по учёту), соответствие паспорту данных номерных агрегатов.
- Закрепление автомашин за конкретными ответственными лицами — водителями.
- Укомплектованность автомашин. Перечень комплектующих деталей содержится в инвентарной карточке учёта транспортного средства. При выявлении фактов разукомплектованности составляется акт, в котором отражается учётная стоимость недостающих деталей. С материально ответственного лица берётся объяснение, по чьему распоряжению сняты детали, где они используются.
- Порядок списания автомашин. Для определения непригодности и невозможности дальнейшего использования автомобилей и автоприцепов, неэффективности восстановительного ремонта в организации приказом руководителя создаётся специальная комиссия. Она проводит полномасштабный технический осмотр каждой автомашины, намеченной к списанию. При этом:
  - определяется причина списания автомашины,
  - определяется возможность дальнейшего использования отдельных деталей, узлов, агрегатов и процент их годности,
  - снимаются автошины и аккумуляторы,
  - производится сверка фактически находящихся на автомашине агрегатов, приборов, принадлежностей с перечнем, установленным в спецификации завода-изготовителя.

Не допускается разборка автомашины до утверждения акта на списание руководителем предприятия.
- Порядок и полноту оприходования годных агрегатов, узлов и деталей. Иногда годные комплектующие показываются в ведомости разбраковки как негодные. Они используются для ремонта других автомашин, в то время, как списанные на ремонт новые детали реализуются. Следует, помимо этого, проверить порядок оприходования лома чёрных и цветных металлов; а также лома драгоценных металлов, которые могут содержаться в некоторых видах аккумуляторов и в электронных узлах.
- Случаи преждевременного списания автомашин в результате аварий. Следует выяснить, по чьей вине произошло дорожно-транспортное происшествие, взыскан ли ущерб (с сотрудника предприятия, третьего лица либо страховой компании).
- Выполнение плана технического обслуживания и ремонта автомашин, соответствие фактической стоимости ремонтов утверждённым нормам и сметам.
- Соблюдение порядка отпуска запасных частей для ремонта.
- Организацию контроля за выходом автомашин на линию и возвращением в парк, наличием простоев и холостых пробегов.
- Состояние работы по обеспечению безопасности дорожного движения, применение дисциплинарных мер к нарушителям правил дорожного движения и правил эксплуатации автомашин.
- Порядок оформления и выдачи путевых листов:
  - правильность определения расстояний (на постоянных маршрутах должны быть в наличии утверждённые таблицы расстояний),
  - правильность применения норм расхода топлива, смазочных масел и других технологических жидкостей с учётом характера работы, сезонности и других параметров,
  - правильность расчёта расхода горючего в зависимости от пройденного расстояния.
- Опломбирование спидометров автомашин и сличение показаний пройденного расстояния с данными учёта (в том числе, на последних путевых листах).
- Правильность хранения и учёта горючего (с учётом температуры), правильность применения норм естественной убыли горюче-смазочнных материалов.